# Ziegelgitterfenster

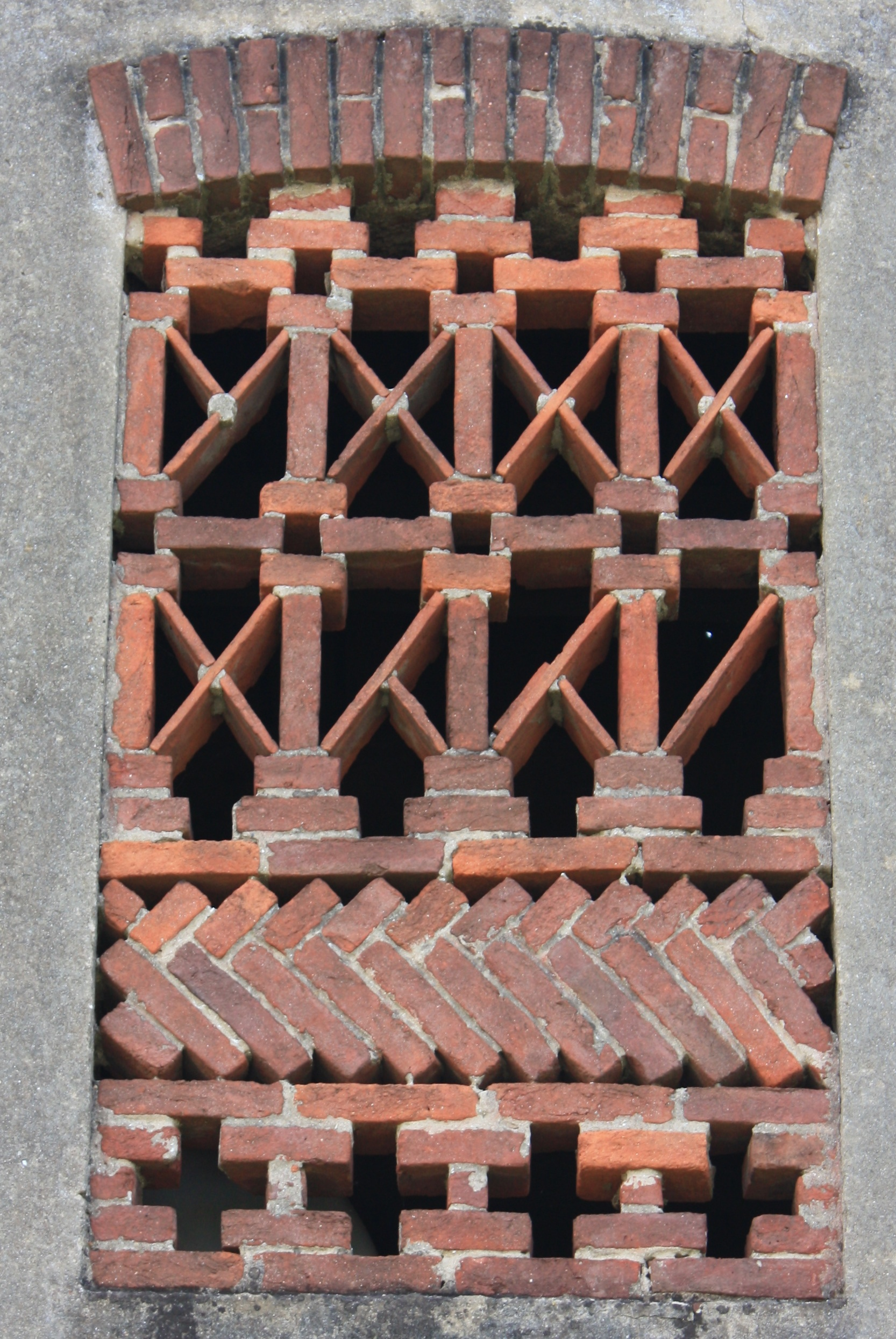
Ziegelgitterfenster in Maria Rojach

Ziegelgitterfenster sind durch ein Gitterwerk aus Ziegeln verschlossene und geschützte Öffnungen in den Außenmauern von Gebäuden. Sie sind insbesondere bei landwirtschaftlichen Wirtschaftsgebäuden zu sehen und ermöglichen den Lichteinfall und die Lüftung etwa zur Trockenhaltung eingelagerten Ernteguts. Die Verwendung von Ziegelmauerwerk anstelle von Holzkonstruktionen dient auch dem Brandschutz. Sie haben heute ihre Funktion oft verloren und sind manchmal hintermauert. Ziegelgitterfenster wurden im 19. und zu Beginn des 20. Jahrhunderts in Südösterreich, Slowenien und Friaul zu einem charakteristischen Bauelement im ländlichen Raum. Nach Kärnten wurden sie  von friulanischen Maurern gebracht. Die Gitter sind vielfältig gestaltet.  Ein typisches Motiv ist das Kärntner Kreuz, das in vielen Varianten zu finden ist. Rosetten und sogar Skulpturen können  eingearbeitet sein. Dabei spielen auch Abwehrzeichen gegen den Teufel eine Rolle.

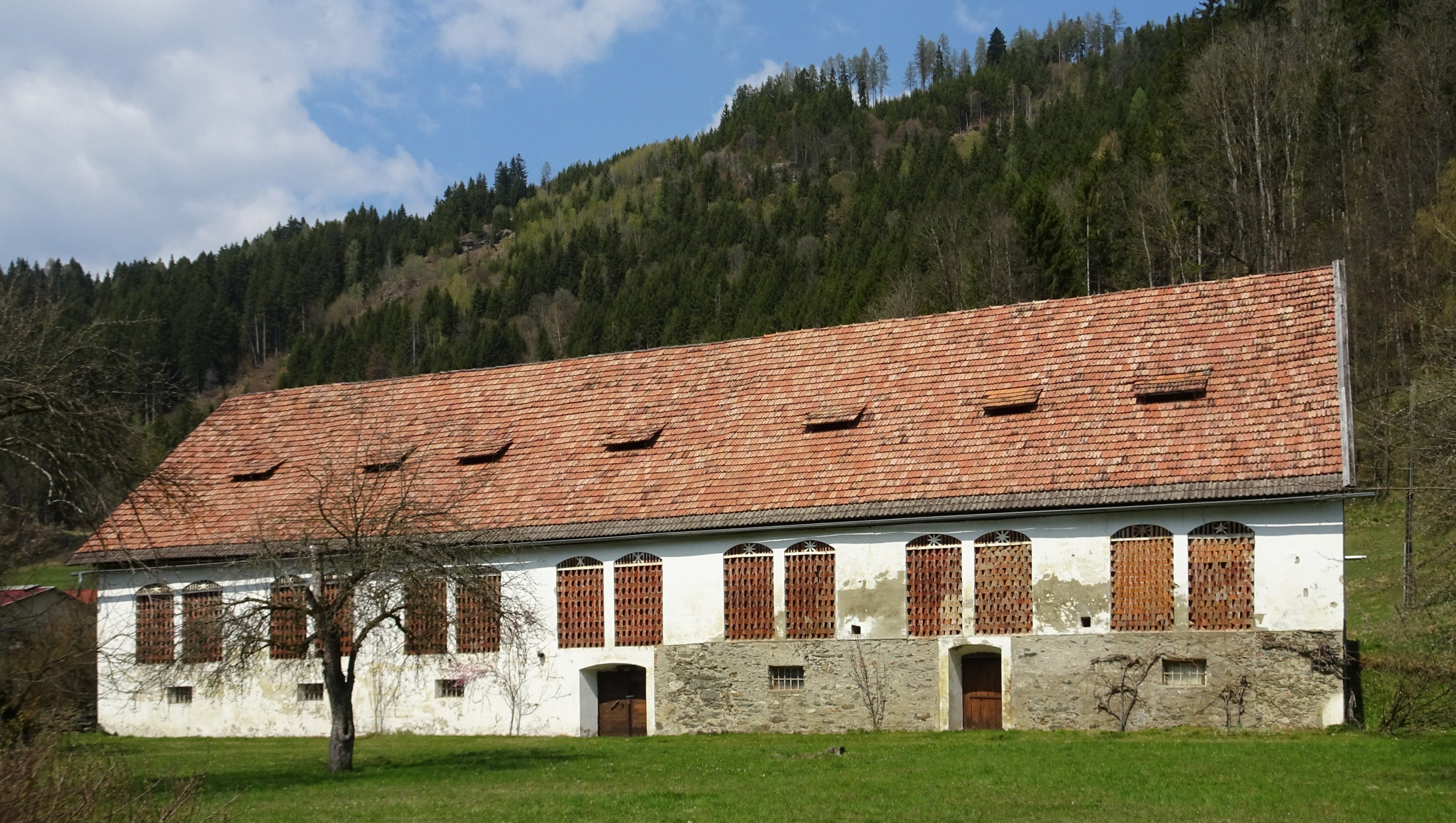
Scheune, Schloss Lang bei Feldkirchen in Kärnten
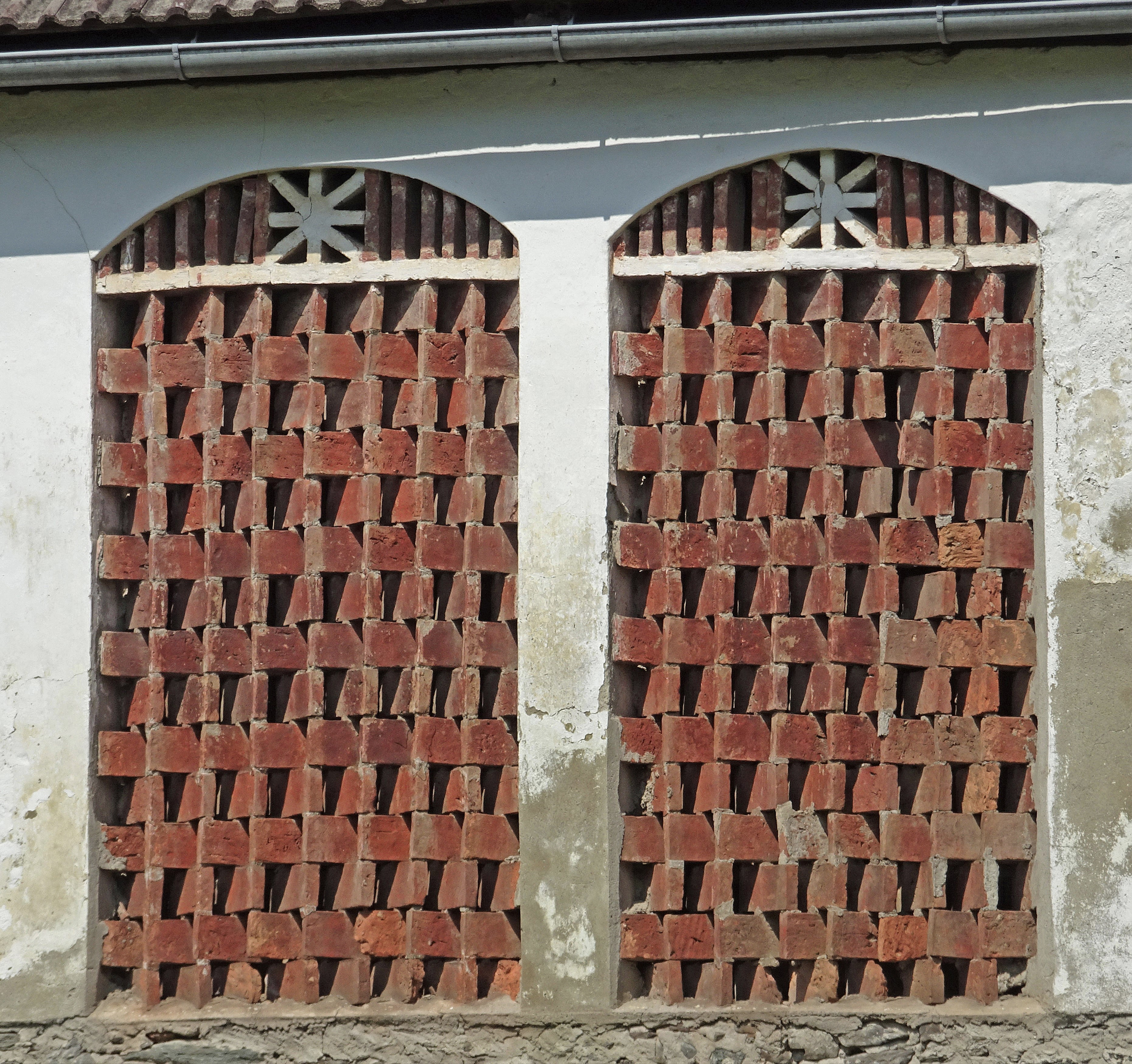
Stadelfenster, Schloss Lang
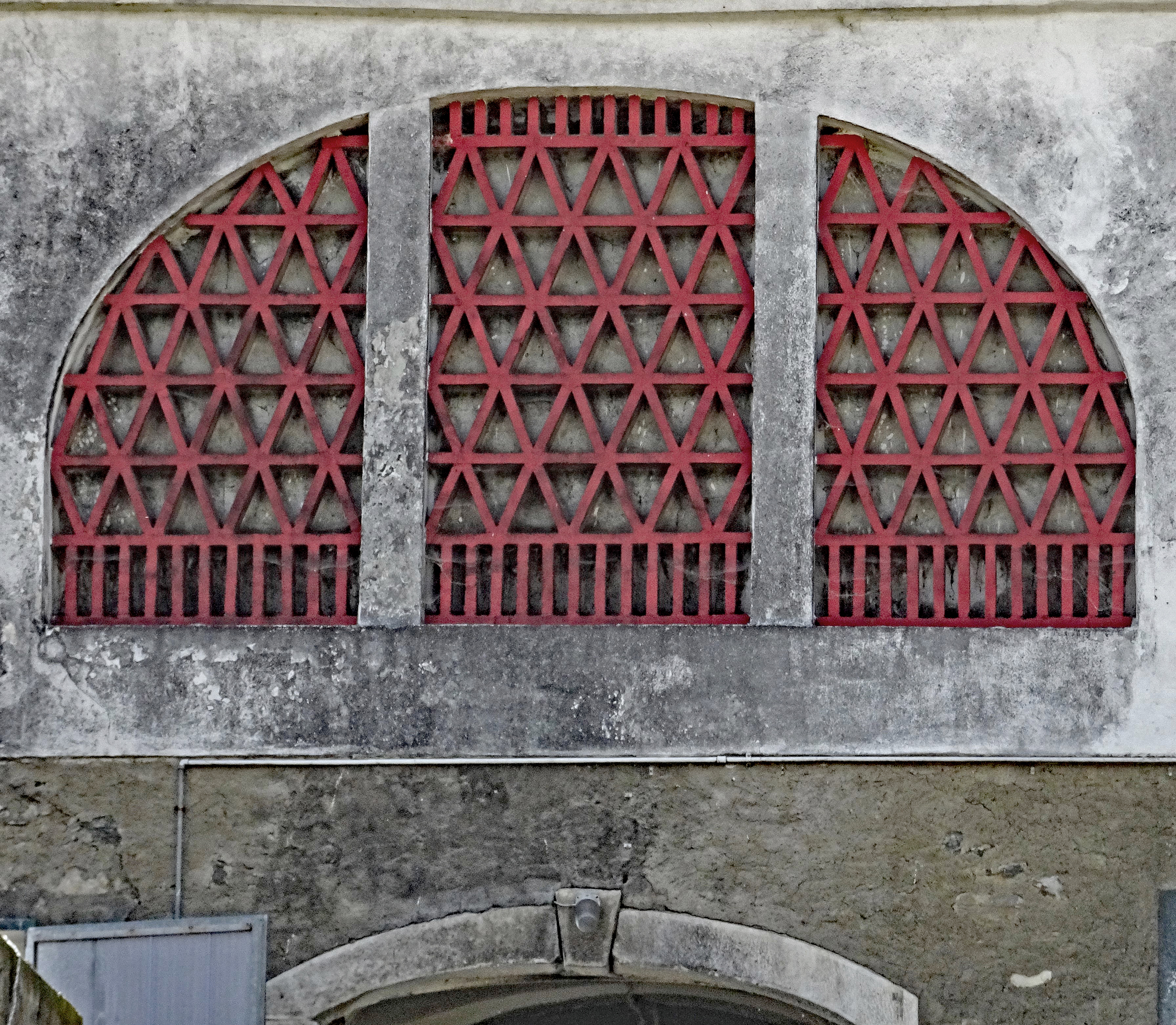
Hintermauertes Ziegelgitterfenster, Schloss Dietrichstein (Feldkirchen in Kärnten)
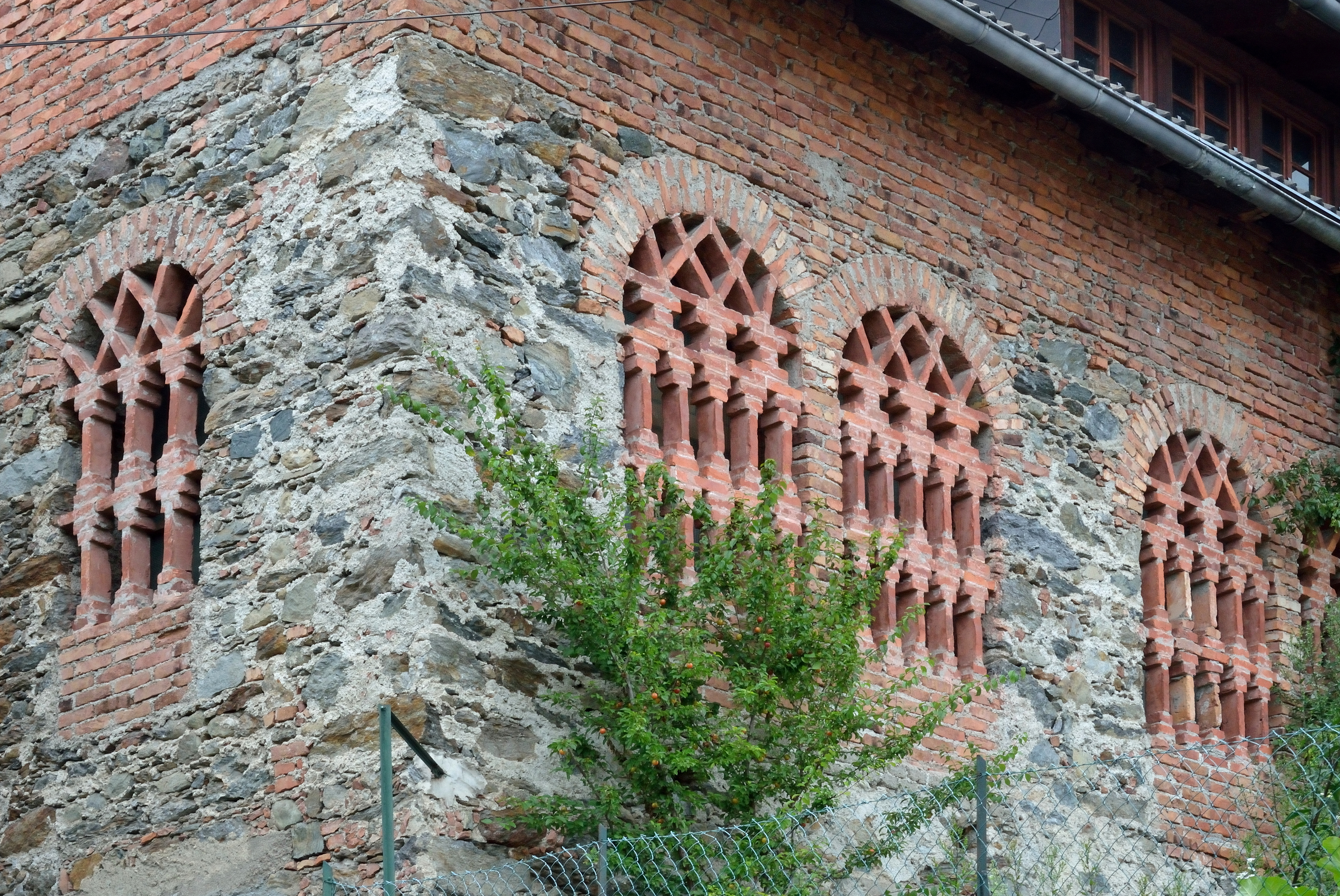
Pfarrhofgasse, Greifenburg
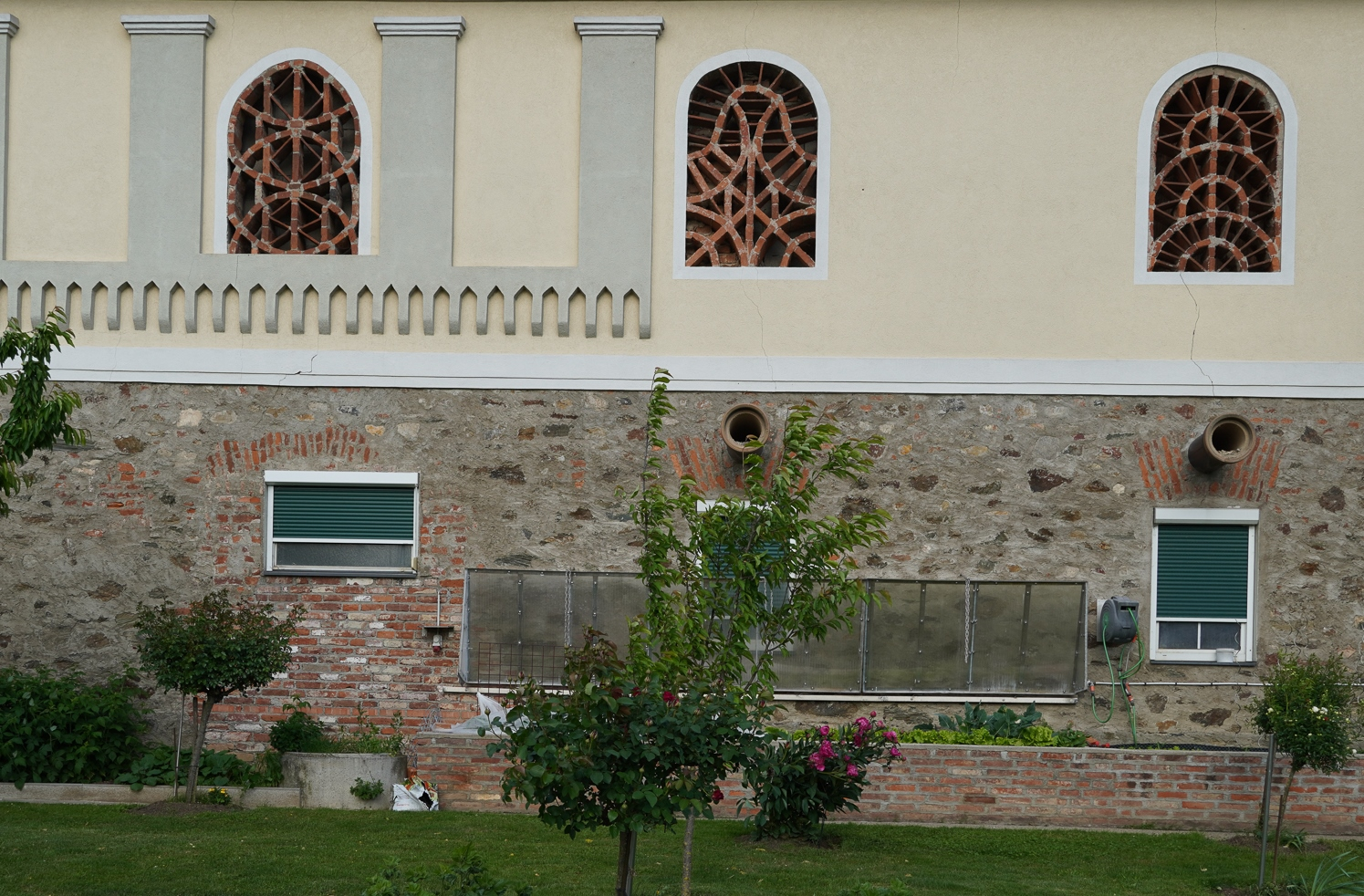
Unterschiedliche Motive, Jakling, St. Andrä
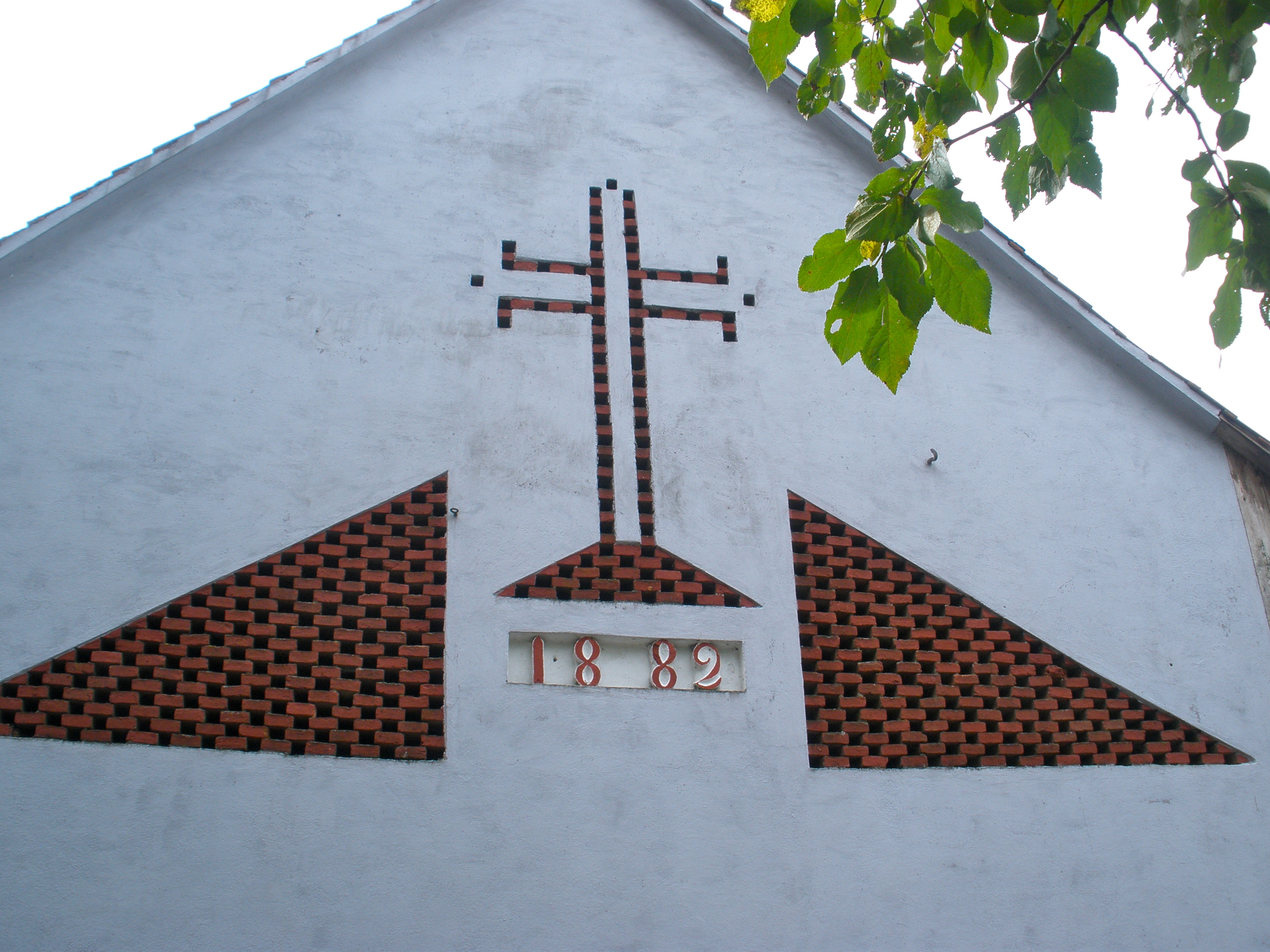
Hausfassade in Tieschen